# Мулай Хасан
Мула́й аль-Ха́сан (араб. صاحب السمو الملكي الامير مولاي الحسن‎, род. 8 мая 2003, Рабат, Марокко) — сын короля Марокко Мухаммеда VI и принцессы Лаллы Сальмы. Согласно марокканскому законодательству, является наследником престола.

## Биография
Родился 8 мая 2003 года в Рабате.. Старший сын марокканского короля Мухаммеда VI и принцессы Лаллы Сальмы. У него есть младшая сестра, принцесса Лалла Хадиджа (род. 2007).
Мулай Хасан учится в Королевском колледже Рабата, а религиозное образование получает в школе дервишей в королевском дворце.
Параллельно с учёбой, Мулай Хасан сопровождает своего отца во время официальных мероприятий, чтобы постепенно изучить основы власти, которые позволят ему принять на себя будущие королевские обязанности.
В июле 2020 года Мулай Хасан с отличием сдал экзамены на степень бакалавра и получил степень международного бакалавра в области экономики и социальных наук. Наследный принц свободно говорит на арабском, французском, английском и испанском языках.

## Титул
- Его Королевское Высочество Принц Мулай Хасан[1].

## Награды
- Кавалер Большой ленты ордена Республики (Тунис, 31 мая 2014)[8].
- Кавалер Большого креста ордена Почётного легиона (Франция, 29 октября 2024)[9].